# (5449) 1992 US5
1992 يو أس 5 (ويعرف أيضًا باسم (5449) 1992 يو أس 5 وفق تسمية الكوكب الصغير) (بالإنجليزية: 1992 US5)‏ هو كويكب ضمن حزام الكويكبات؛ وترتيبه 5449 من حيث الاكتشاف.
اكتُشف هذا الجُرم الفلكي بواسطة هيروشي كانيدا في 28 أكتوبر 1992.

## وصلات خارجية
- (5449) 1992 US5 في قاعدة بيانات مختبر الدفع النفاث لأجرام النظام الشمسي الصغيرة

- الاكتشاف · مخطط المدار ·  العناصر المدارية · المعلمات المادية

- (5449) 1992 US5 على موقع ويكي سكاي: DSS2, SDSS, GALEX, IRAS, Hydrogen α, X-Ray, Astrophoto, Sky Map, Articles and images